# KAZALD1
KAZALD1 (англ. Kazal type serine peptidase inhibitor domain 1) – білок, який кодується однойменним геном, розташованим у людей на короткому плечі 10-ї хромосоми. Довжина поліпептидного ланцюга білка становить 304 амінокислот, а молекулярна маса — 32 945.
| 10         |  | 20         |  | 30         |  | 40         |  | 50         |
| ---------- |  | ---------- |  | ---------- |  | ---------- |  | ---------- |
| MLPPPRPAAA |  | LALPVLLLLL |  | VVLTPPPTGA |  | RPSPGPDYLR |  | RGWMRLLAEG |
| EGCAPCRPEE |  | CAAPRGCLAG |  | RVRDACGCCW |  | ECANLEGQLC |  | DLDPSAHFYG |
| HCGEQLECRL |  | DTGGDLSRGE |  | VPEPLCACRS |  | QSPLCGSDGH |  | TYSQICRLQE |
| AARARPDANL |  | TVAHPGPCES |  | GPQIVSHPYD |  | TWNVTGQDVI |  | FGCEVFAYPM |
| ASIEWRKDGL |  | DIQLPGDDPH |  | ISVQFRGGPQ |  | RFEVTGWLQI |  | QAVRPSDEGT |
| YRCLGRNALG |  | QVEAPASLTV |  | LTPDQLNSTG |  | IPQLRSLNLV |  | PEEEAESEEN |
| DDYY       |  |            |  |            |  |            |  |            |

A: Аланін

C: Цистеїн

D: Аспарагінова кислота

E: Глутамінова кислота

F: Фенілаланін

G: Гліцин

H: Гістидин

I: Ізолейцин

K: Лізин

L: Лейцин

M: Метіонін

N: Аспарагін

P: Пролін

Q: Глутамін

R: Аргінін

S: Серин

T: Треонін

V: Валін

W: Триптофан

Кодований геном білок за функцією належить до білків розвитку. 
Задіяний у таких біологічних процесах, як остеогенез, диференціація клітин, альтернативний сплайсинг. 
Локалізований у позаклітинному матриксі.
Також секретований назовні.